# Bule na World Games 2009
Rozgrywki bularskie na World Games 2009 odbyły się w dniach 20 - 22 lipca w parku miejskim 228 Memorial Park. Rozegrane zostały w trzech dyscyplinach:
- Bule lyońskie - w konkurencjach strzał precyzyjny i strzał progresywny
- Petanque - w konkurencji dubletów
- Bocce -  w konkurencji dubletów, w odmianie gry Raffa

## Uczestnicy
| - Argentyna (4) - Belgia (2) - Bośnia i Hercegowina (1) - Brazylia (4) - Kanada (2) - Chile (2) - Chiny (8) - Chorwacja (?) | - Hiszpania (2) - Francja (7) - Izrael (4) - Włochy (8) - Czarnogóra (1) | - Peru (1) - Słowenia (2) - Tajlandia (4) - Turcja (3) - Wenezuela (1) - Chińskie Tajpej (12) |

## Medaliści
| Konkurencja                        | Złoto                                             | Srebro                                                         | Brąz                                           |
| Mężczyźni                          |                                                   |                                                                |                                                |
| Bule lyońskie - strzał precyzyjny  | Gianfranco Santoro                                | Emanuele Ferrero                                               | Markica Dodig                                  |
| Bule lyońskie - strzał progresywny | Ales Borcnik                                      | Alessandro Longo                                               | Sebastien Mourgues                             |
| Petanque - dublety                 | Francja · Damien Hureau · Julien Lamour           | Belgia · Fabrice Uytterhoeven · William van der Biest          | Tajlandia · Pakin Phukram · Supan Thongphoo    |
| Raffa - dublety                    | Włochy · Pasquale D'Alterio · Gianluca Formicone  | Argentyna · Raul Basualdo · Horacio Francisco Spessot          | Brazylia · Milton Schmitz · Rafael Vanz Borges |
| Kobiety                            |                                                   |                                                                |                                                |
| Bule lyońskie - strzał precyzyjny  | Yang Ying                                         | Magali Jouve                                                   | Paola Mandola                                  |
| Bule lyońskie - strzał progresywny | Cheng Xi-ping                                     | Laurence Essertel                                              | Chiara Soligon                                 |
| Petanque - dublety                 | Tajlandia · Kannika Limwanich · Suphannee Wongsut | Francja · Nadege Baussian · Ranya Kouadri                      | Izrael · Margalit Ossi · Gali Shriki           |
| Raffa - dublety                    | Włochy · Loana Capelli · Elisa Luccarini          | Brazylia · Noeli Dalla Corte · Ingrid Fuchter Schulz de Quadri | Turcja · Deniz Demir · Rukiye Yuksel           |

### Tabela medalowa zawodów
| Poz.    | Państwo              |   |   |   |    |
| ------- | -------------------- | - | - | - | -- |
| 1       | Włochy               | 2 | 2 | 2 | 6  |
| 2       | Chiny                | 2 | 0 | 0 | 2  |
| 3       | Francja              | 1 | 3 | 1 | 5  |
| 4       | Tajlandia            | 1 | 0 | 1 | 2  |
| 5       | Słowenia             | 1 | 0 | 0 | 1  |
| 5       | Chorwacja            | 1 | 0 | 0 | 1  |
| 6       | Brazylia             | 0 | 1 | 1 | 2  |
| 7       | Belgia               | 0 | 1 | 0 | 1  |
| 7       | Argentyna            | 0 | 1 | 0 | 1  |
| 9       | Izrael               | 0 | 0 | 1 | 1  |
| 9       | Turcja               | 0 | 0 | 1 | 1  |
| 9       | Bośnia i Hercegowina | 0 | 0 | 1 | 1  |
| Łącznie | Łącznie              | 8 | 8 | 8 | 24 |